# 绍武君臣冢
绍武君臣冢，位于中国广东省广州市越秀区解放北路越秀公园内，为南明绍武帝朱聿和臣下苏观生等十五人合葬墓。
绍武君臣冢原墓位于在广州城北象岗山北麓，1954年因基建迁葬于越秀公园木壳岗，1981年再迁葬于公园南秀湖畔。墓坐东向西，封土呈覆竹形，正面竖墓碑，中刻“明绍武君臣冢”，上款为“光绪癸未（1883年）孟冬吉旦”，下款为“粤东绅士重修”。1963年3月，被广州市政府公布为市级文物保护单位，类型为古墓葬。